# Back from the Heat
Back from the Heat è il quarto album in studio degli Arthemis, uscito nel 2005 per l'etichetta discografica Underground Symphony. È stato registrato nel marzo 2005 presso i New Sin Studio di Loria, Treviso.
Tutte le musiche e le liriche sono di Andrea Martongelli.
La versione del disco uscita in Giappone contiene una bonus track, I Wanna Rock, cover dei Twisted Sister.

## Tracce
1. Rise up from the ashes - 3:52 - (Andrea Martongelli)
2. Only your heart can save us - 4:02 - (Andrea Martongelli)
3. Free spirit - 3:57 - (Andrea Martongelli)
4. Desert Storm - 4:35 - (Andrea Martongelli)
5. Star wars	- 4:35 - (Andrea Martongelli)
6. Touch the sky - 3:47 - (Andrea Martongelli)
7. Here comes the fury - 4:15 - (Andrea Martongelli)
8. Ocean's call - 4:02 - (Andrea Martongelli)
9. The vampire strikes back - 5:07 - (Andrea Martongelli)
10. Thunder wrath - 4:11 - (Andrea Martongelli)
11. I Wanna Rock (Dee Snider)
  - Bonus cover-track nella versione giapponese

## Formazione
- Alessio Garavello - voce
- Andrea Martongelli - chitarra, cori
- Matteo Ballottari - chitarra
- Matteo Galbier - basso
- Paolo Perazzani - batteria